# Hesperocharis graphites
Hesperocharis grafites é uma borboleta da família Pieridae. Ela é encontrada no México, Guatemala e Nicarágua. Ela é encontrada em zonas montanas, incluindo florestas, abertura de pastos e pastos de páramo.

## Subespécies
- Hesperocharis grafites de grafites (Guatemala)
- Hesperocharis grafites avivolans (Butler, 1865) (México)